# Andorf
Andorf település Ausztriában, Felső-Ausztria tartományban, a Schärdingi járásban, területe 38 km².

## Fekvése
Tengerszint feletti magassága 346 méter. Andorf Diersbach, Sigharting, Enzenkirchen, Raab, Zell an der Pram, Lambrechten, Mayrhof, Eggerding és Taufkirchen an der Pram településekkel határos.

## Népesség
Lakosainak száma 5174 fő (2018. január 1.).